# Provincia de Norbotnia
La provincia de Norbotnia (en sueco, Norrbotten) es una de las 21 provincias que conforman Suecia. Cuenta con un gobierno civil o länsstyrelse, el cual es dirigido por un gobernador nombrado por el gobierno. También posee una diputación provincial o landsting, la cual es la representación municipal nombrada por el electorado del provincia.

## Historia
Durante la Edad Media, Norrbotten se consideraba terra nullius ("tierra de nadie"). La zona estaba poblada por sami, kvens y diferentes pueblos relacionados con los finlandeses. A partir de la Edad Media, los reyes suecos se esforzaron por colonizar y cristianizar la zona. Sin embargo, esto llevó su tiempo; aún hoy, en la zona viven minorías finlandesas y sami que han mantenido su propia cultura y costumbres.
En la primera mitad del siglo XVII se descubrieron varios yacimientos de mineral en el actual condado de Norrbotten. La plata de Nasafjäll se descubrió durante el otoño de 1634 y posteriormente se explotó desde 1635 hasta 1659 y desde la década de 1770 hasta 1810
Tras la Guerra de Finlandia de 1809, el condado de Västerbotten se dividió entre Suecia y Finlandia, quedando la mayor parte dentro de las fronteras suecas. En 1810, el condado se dividió de nuevo cuando se creó el condado de Norrbotten en la parte norte, en el lado sueco. La mayoría de los habitantes del condado de Norrbotten siguen refiriéndose a todo el condado, incluidas las zonas de la Laponia sueca, cuando dicen "Norrbotten".
Los recursos naturales (hidroelectricidad, madera y minerales, especialmente hierro) de Norrbotten han desempeñado un papel fundamental en la industrialización de Suecia. En el siglo XX se produjo una fuerte movilidad dentro y fuera de la comarca, con muchos jóvenes que se trasladaron al sur y personas de otras partes del país que se trasladaron al interior. En los años 70 y 80, la fuga de trabajadores (en su mayoría jóvenes) debido al elevado desempleo fue considerable, y los habitantes de la zona empezaron a expresar su sentimiento de incomprensión o abuso económico por parte del sur y, especialmente, de la capital, Estocolmo

## Geografía
Limita al sur con la provincia de Västerbotten y el golfo de Botnia; al este con la provincia finlandesa de Laponia, en una frontera de 614 km; al oeste con los provincias de Noruega de Nordland y Troms.
La provincia está en el círculo polar ártico y el principal río que lo recorre es el río Torne, de 570 km, que desemboca en el golfo de Botnia.

## Municipios de la provincia de Norbotnia
| Municipios | Habitantes | Otros idiomas reconocidos | Mapa |
| ---------- | ---------- | ------------------------- | ---- |
| Arjeplog   | 3.291      | Lapón                     |      |
| Arvidsjaur | 7.017      |                           |      |
| Gällivare  | 19.420     | Lapón, finés y meänkieli  |      |
| Jokkmokk   | 5.782      | Lapón                     |      |
| Kiruna     | 23.555     | Lapón, finés y meänkieli  |      |
| Älvsbyn    | 8.835      |                           |      |
| Boden      | 28.268     |                           |      |
| Haparanda  | 10.334     | Finés y meänkieli         |      |
| Kalix      | 17.805     |                           |      |
| Luleå      | 72.139     |                           |      |
| Överkalix  | 4.058      |                           |      |
| Övertorneå | 5.391      | Finés y meänkieli         |      |
| Pajala     | 7.206      | Finés y meänkieli         |      |
| Piteå      | 40.531     |                           |      |